# Теодор Момзен
 Кристиан Матиас Теодор Момзен (на немски: Christian Matthias Theodor Mommsen) е немски историк и политически деец.

## Биография и творчество
Роден е в Гардинг, Дания (в наши дни в границите на Германия). Баща му е протестантски свещеник и Теодор Момзен от малък започва да се занимава с литература. Още в ранните си училищни години Теодор Момзен се запознава добре с немската поезия. В гимназиалните си години Момзен се занимава задълбочено с философия, класически езици, както и с немска литература.
През 1838 г. се записва в университета в Кил и започва да се занимава с изследването на древни надписи и текстове. По препоръка на преподавателите му от университета, на Момзен е отпусната стипендия от датското правителство, която позволява на младия талант да замине и пребивава за 3 години на Италийския полуостров, където продължава да се занимава с изследването на антични надписи (виж Corpus Inscriptionum Latinarum). Пише няколко исторически труда за Древен Рим, обединени под общото заглавие „Римска история“. След завръщането си от Италия, Теодор Момзен се включва в немското националистическо движение в Шлезвиг, проповядващо смяната на датската власт с родна. През 1848 г. става професор по римско право в университета в Лайпциг.
От 1852 г. до 1854 г. преподава в Цюрих, Швейцария. След завръщането си в Германия става професор в университета в Бреслау (в наши дни град Вроцлав, Полша), с което и започва да се занимава с политика – първоначално като депутат в пруския Ландтаг, където е издигнат от Прогресивната партия, а по-късно, след обединението на Германия, от 1881 до 1884 г. като депутат в Райхстага. През политическите си години Момзен пише огромен брой научни трудове, основна част от които основани върху римската история. Тези негови исторически трудове, както и някои от по-ранните му произведения повлияват силно на изучаването на римската историята в бъдеще.
През 1903 г. получава Нобелова награда за литература, заради огромния си принос за историческата литература и в частност за изучаването на историята на Древен Рим и държавата му. На трудовете на Момзен се позовават мнозина писатели през следващите десетилетия. Интересна особеност и подробност е, че теоретиците на марксизма – Маркс и Енгелс, изразяват несъгласие с някои от произведенията на Теодор Момзен.